# Gary Groth
Gary Groth (né en 1954) est un éditeur et critique de bande dessinée américain, créateur avec Michael Catron en 1976 de Fantagraphics Books, principale maison d'édition de bande dessinée alternative américaine, et rédacteur en chef du Comics Journal depuis 1976. Il a coordonné  l'édition de très nombreux ouvrages remarqués par la critique, dont The Complete Crumb Comics (1987-2005) et The Complete Peanuts (depuis 2004).

## Prix et récompenses
- 1989 : Prix Harvey de la meilleure réédition pour The Complete Crumb Comics no 3
- 1990-1993 : Prix Harvey de la meilleure œuvre biographique, historique ou journalistique pour The Comics Journal
- 1991 : Prix Harvey du meilleur projet de réédition pour The Complete Crumb Comics no 6
- 1992 : Prix Harvey de la meilleure réédition US pour The Complete Crumb Comics no 7
- 1993 : Prix Harvey de la meilleure réédition US pour The Complete Crumb Comics no 8 et 9
- 1995 : Prix Harvey de la meilleure œuvre biographique, historique ou journalistique pour The Comic Journal ; de la meilleure réédition US pour The Complete Crumb Comics no 10 (avec Robert Boyd)
- 1997-2001 : Prix Harvey de la meilleure œuvre biographique, historique ou journalistique pour The Comics Journal
- 2005 : Prix Harvey de la meilleure anthologie pour Comics Journal Summer Special 2002
- 2005 : Prix Eisner du meilleur recueil ou projet patrimonial pour The Complete Peanuts
- 2006 : Prix Harvey de la meilleure œuvre biographique, historique ou journalistique pour The Comics Journal
- 2007 : Prix Eisner du meilleur recueil ou projet patrimonial (comic strip) pour The Complete Peanuts
- 2007-2009 : Prix Harvey du meilleur projet de réédition US pour The Complete Peanuts
- 2012 : Prix Eisner du meilleur recueil ou projet patrimonial (comic strip) pour Walt Disney's Mickey Mouse v. 1-2 (avec David Gerstein)
- 2016 : Prix Eisner du meilleur recueil ou projet patrimonial (comic strip) pour L'Éternaute (avec Kristy Valenti)
- 2017 : Prix Eisner du meilleur recueil ou projet patrimonial (comic book) pour The Complete Wimmen's Comix (avec Trina Robbins et J. Michael Catron)
- 2024 : Prix Eisner du meilleur périodique consacré à la bande dessinée pour The Comics Journal no 309 (avec Kristy Valenti et Austin English)[1]